# Sportclub Preußen 06 Münster 2018-2019
Questa voce raccoglie le informazioni riguardanti il Sportclub Preußen 06 Münster nelle competizioni ufficiali della stagione 2018-2019.

## Stagione
Nella stagione 2018-2019 il Preussen Münster, allenato da Marco Antwerpen, concluse il campionato di 3. Liga all'8º posto.

## Rosa
| N. |                        | Ruolo | Calciatore                |
| -- | ---------------------- | ----- | ------------------------- |
| 1  | Germania (bandiera)    | P     | Oliver Schnitzler         |
| 4  | Germania (bandiera)    | D     | Jannik Borgmann           |
| 5  | Germania (bandiera)    | D     | Fabian Menig              |
| 6  | Germania (bandiera)    | C     | Sandrino Braun-Schumacher |
| 7  | Germania (bandiera)    | C     | Philipp Müller            |
| 8  | Portogallo (bandiera)  | C     | Kevin Pires-Rodrigues     |
| 9  | Azerbaigian (bandiera) | A     | Rüfət Dadaşov             |
| 10 | Polonia (bandiera)     | C     | Martin Kobylański         |
| 11 | Germania (bandiera)    | A     | Tobias Rühle              |
| 13 | Germania (bandiera)    | D     | Ole Kittner               |
| 14 | Turchia (bandiera)     | D     | Uğur Tezel                |
| 15 | Germania (bandiera)    | D     | Simon Scherder            |
| 16 | Germania (bandiera)    | A     | Tobias Warschewski        |
| 17 | Germania (bandiera)    | C     | René Klingenburg          |

| N. |                     | Ruolo | Calciatore          |
| -- | ------------------- | ----- | ------------------- |
| 19 | Germania (bandiera) | P     | Marian Prinz        |
| 20 | Germania (bandiera) | C     | Philipp Hoffmann    |
| 21 | Germania (bandiera) | C     | Danilo Wiebe        |
| 23 | Germania (bandiera) | C     | Benjamin Schwarz    |
| 25 | Germania (bandiera) | D     | Lion Schweers       |
| 27 | Germania (bandiera) | A     | Moritz Heinrich     |
| 30 | Germania (bandiera) | C     | Adrian Knüver       |
| 32 | Germania (bandiera) | A     | Cyrill Akono        |
| 33 | Germania (bandiera) | D     | Niklas Heidemann    |
| 35 | Germania (bandiera) | P     | Max Schulze Niehues |
| 36 | Germania (bandiera) | D     | Dominik Lanius      |
| 37 | Germania (bandiera) | C     | Lucas Cueto         |
| 46 | Germania (bandiera) | D     | Julian Conze        |

## Organigramma societario
Area tecnica
- Allenatore: Marco Antwerpen
- Allenatore in seconda: Kurtulus Öztürk
- Preparatore dei portieri: Milenko Gilić
- Preparatori atletici: Tim Geidies

## Calciomercato

### Sessione estiva
| Acquisti | Acquisti              | Acquisti             | Acquisti |
| R.       | Nome                  | da                   | Modalità |
| -------- | --------------------- | -------------------- | -------- |
| A        | Rüfət Dadaşov         | BFC Dynamo           |          |
| D        | Niklas Heidemann      | Wuppertal            |          |
| C        | René Klingenburg      | Schalke 04 II        |          |
| C        | Adrian Knüver         | Preußen Münster U19  |          |
| D        | Dominik Lanius        | Viktoria Colonia     |          |
| C        | Philipp Müller        | Wehen Wiesbaden      |          |
| C        | Kevin Pires-Rodrigues | Sportfreunde Lotte   |          |
| P        | Marian Prinz          | Bayer Leverkusen U19 |          |
| P        | Oliver Schnitzler     | Hallescher           |          |
| D        | Uğur Tezel            | Hertha Berlino II    |          |

| Cessioni | Cessioni          | Cessioni           | Cessioni |
| R.       | Nome              | a                  | Modalità |
| -------- | ----------------- | ------------------ | -------- |
| D        | Jeron Al-Hazaimeh | Sportfreunde Lotte |          |
| A        | Adriano Grimaldi  | Monaco 1860        |          |
| P        | Luis Klante       | Verl               |          |
| P        | Nils Körber       | Osnabrück          |          |
| D        | Sebastian Mai     | Hallescher         |          |
| C        | Nico Rinderknecht | Ingolstadt 04      |          |
| C        | Michele Rizzi     | Wolfsburg II       |          |
| A        | Luca Steinfeldt   | TuS Haltern        |          |
| A        | Lennart Stoll     | Ulma               |          |
| P        | Stephan Tantow    | TuS Haltern        |          |

### Sessione invernale
| Acquisti | Acquisti | Acquisti | Acquisti |
| R.       | Nome     | da       | Modalità |
| -------- | -------- | -------- | -------- |

| Cessioni | Cessioni | Cessioni | Cessioni |
| R.       | Nome     | a        | Modalità |
| -------- | -------- | -------- | -------- |

## Risultati

### 3. Liga

#### Girone di andata
| Arbitro: | Schlager |

|                     |           |                                           |
| Hartmann 53’ (rig.) | Marcatori | 9’ Cueto 43’ Dadaşov 47’, 84’ Klingenburg |

| Arbitro: | Petersen |

|                 |           |                          |
| Klingenburg 48’ | Marcatori | 25’ Wolfram 38’ Brügmann |

| Arbitro: | Kempter |

|           |           |                          |
| Kraus 51’ | Marcatori | 74’ Menig 90’ Kobylański |

| Arbitro: | Bacher |

|                 |           |  |
| Klingenburg 52’ | Marcatori |  |

| Arbitro: | Kampka |

|                                   |           |  |
| Trapp 40’ Álvarez 44’, 67’ (rig.) | Marcatori |  |

| Arbitro: | Stegemann |

|  |           |            |
|  | Marcatori | 78’ Öztürk |

| Arbitro: | Rafalski |

|                                          |           |             |
| Bär 14’, 47’ Sessa 25’ Schnellbacher 89’ | Marcatori | 85’ Dadaşov |

| Arbitro: | Winter |

|                                |           |  |
| Kobylański 3’, 9’ Borgmann 54’ | Marcatori |  |

| Arbitro: | Haslberger |

|                   |           |                               |
| Soukou 61’ (rig.) | Marcatori | 2’, 6’, 65’ Dadaşov 90’ Cueto |

| Arbitro: | Winkmann |

|                                         |           |  |
| Dadaşov 41’ Akono 84’ Mrowca 90’ (aut.) | Marcatori |  |

| Arbitro: | Zorn |

|          |           |           |
| Hain 10’ | Marcatori | 80’ Menig |

| Arbitro: | Heft |

|                |           |  |
| Kobylański 76’ | Marcatori |  |

| Arbitro: | Gasteier |

|                |           |                           |
| Proschwitz 90’ | Marcatori | 54’ Rühle 57’ Klingenburg |

| Münster 3 novembre 2018, ore 14:00 CET 14ª giornata | Preußen Münster | 0 – 0 referto | Monaco 1860 | Preußenstadion (12 532 spett.)\| Arbitro: \| Lechner \| |
| Arbitro:                                            | Lechner         |               |             |                                                         |

| Arbitro: | Bokop |

|                              |           |             |
| Röttger 33’, 81’ Pelivan 44’ | Marcatori | 54’ Dadaşov |

| Arbitro: | Schultes |

|                          |           |  |
| Kobylański 19’, 26’, 64’ | Marcatori |  |

| Arbitro: | Schröder |

|                 |           |                      |
| Warschewski 78’ | Marcatori | 24’ Ajani 32’ Fetsch |

| Arbitro: | Jablonski |

|                                                               |           |  |
| Fink 31’ (rig.) Lorenz 41’ (rig.) Çamoğlu 43’, 56’ Pourié 79’ | Marcatori |  |

| Arbitro: | Willenborg |

|  |           |                      |
|  | Marcatori | 5’ Barylla 21’ König |

#### Girone di ritorno
| Arbitro: | Osmers |

|  |           |                          |
|  | Marcatori | 5’ Eberwein 90’ Hartmann |

| Jena 26 gennaio 2019, ore 14:00 CET 21ª giornata | Carl Zeiss Jena | 0 – 0 referto | Preußen Münster | Ernst-Abbe-Sportfeld (3 878 spett.)\| Arbitro: \| Cortus \| |
| Arbitro:                                         | Cortus          |               |                 |                                                             |

| Arbitro: | Gräfe |

|                         |           |  |
| Heidemann 23’ Akono 44’ | Marcatori |  |

| Arbitro: | Waschitzki-Günther |

|          |           |  |
| Jović 8’ | Marcatori |  |

| Münster 16 febbraio 2019, ore 14:00 CET 24ª giornata | Preußen Münster | 0 – 0 referto | Osnabrück | Preußenstadion (11 752 spett.)\| Arbitro: \| Dingert \| |
| Arbitro:                                             | Dingert         |               |           |                                                         |

| Duisburg 25 febbraio 2019, ore 19:00 CET 25ª giornata | Uerdingen 05 | 0 – 0 referto | Preußen Münster | Schauinsland-Reisen-Arena (3 636 spett.)\| Arbitro: \| Haslberger \| |
| Arbitro:                                              | Haslberger   |               |                 |                                                                      |

| Arbitro: | Zorn |

|                                           |           |  |
| Klingenburg 7’ Cueto 60’, 67’ Kittner 81’ | Marcatori |  |

| Arbitro: | Steinhaus-Webb |

|                               |           |  |
| Rangelov 4’ Mamba 8’ Bohl 26’ | Marcatori |  |

| Arbitro: | Bacher |

|  |           |             |
|  | Marcatori | 87’ Hilßner |

| Arbitro: | Alt |

|                    |           |  |
| Kuhn 5’ Hansch 67’ | Marcatori |  |

| Arbitro: | Hussein |

|                                          |           |  |
| Klingenburg 7’ Hoffmann 82’ Scherder 88’ | Marcatori |  |

| Arbitro: | Gasteier |

|                                     |           |                          |
| Elva 43’ Breitkreuz 52’ Baumann 79’ | Marcatori | 57’ Akono 82’ Kobylański |

| Arbitro: | Petersen |

|                |           |                |
| Klingenburg 3’ | Marcatori | 28’ Puttkammer |

| Arbitro: | Winkmann |

|  |           |             |
|  | Marcatori | 30’ Dadaşov |

| Arbitro: | Müller |

|           |           |  |
| Akono 49’ | Marcatori |  |

| Arbitro: | Müller |

|                                     |           |                                  |
| Kessel 34’ Burmeister 69’ Düker 90’ | Marcatori | 28’ Scherder 32’, 57’ Kobylański |

| Arbitro: | Osmers |

|         |           |                                |
| Mai 64’ | Marcatori | 13’ Kobylański 32’ Klingenburg |

| Arbitro: | Koslowski |

|                |           |                                           |
| Kobylański 66’ | Marcatori | 33’ Pourié 45’ Roßbach 54’ Fink 57’ Röser |

| Arbitro: | Stegemann |

|                        |           |  |
| König 73’ Hoffmann 90’ | Marcatori |  |

## Statistiche

### Statistiche di squadra
| Competizione | Punti | In casa | In casa | In casa | In casa | In casa | In casa | In trasferta | In trasferta | In trasferta | In trasferta | In trasferta | In trasferta | Totale | Totale | Totale | Totale | Totale | Totale | DR |
| Competizione | Punti | G       | V       | N       | P       | Gf      | Gs      | G            | V            | N            | P            | Gf           | Gs           | G      | V      | N      | P      | Gf     | Gs     | DR |
| ------------ | ----- | ------- | ------- | ------- | ------- | ------- | ------- | ------------ | ------------ | ------------ | ------------ | ------------ | ------------ | ------ | ------ | ------ | ------ | ------ | ------ | -- |
| 3. Liga      | 52    | 19      | 9       | 3       | 7       | 25      | 15      | 19           | 6            | 4            | 9            | 23           | 35           | 38     | 15     | 7      | 16     | 48     | 50     | -2 |
| Totale       | 52    | 19      | 9       | 3       | 7       | 25      | 15      | 19           | 6            | 4            | 9            | 23           | 35           | 38     | 15     | 7      | 16     | 48     | 50     | -2 |

### Andamento in campionato
| Giornata  | 1 | 2 | 3 | 4 | 5 | 6 | 7  | 8 | 9 | 10 | 11 | 12 | 13 | 14 | 15 | 16 | 17 | 18 | 19 | 20 | 21 | 22 | 23 | 24 | 25 | 26 | 27 | 28 | 29 | 30 | 31 | 32 | 33 | 34 | 35 | 36 | 37 | 38 |
| --------- | - | - | - | - | - | - | -- | - | - | -- | -- | -- | -- | -- | -- | -- | -- | -- | -- | -- | -- | -- | -- | -- | -- | -- | -- | -- | -- | -- | -- | -- | -- | -- | -- | -- | -- | -- |
| Luogo     | T | C | T | C | T | C | T  | C | T | C  | T  | C  | T  | C  | T  | C  | C  | T  | C  | C  | T  | C  | T  | C  | T  | C  | T  | C  | T  | C  | T  | C  | T  | C  | T  | T  | C  | T  |
| Risultato | V | P | V | V | P | P | P  | V | V | V  | N  | V  | V  | N  | P  | V  | P  | P  | P  | P  | N  | V  | P  | N  | N  | V  | P  | P  | P  | V  | P  | N  | V  | V  | N  | V  | P  | P  |
| Posizione | 1 | 8 | 3 | 1 | 6 | 9 | 13 | 7 | 7 | 4  | 3  | 2  | 2  | 2  | 2  | 2  | 6  | 6  | 6  | 7  | 7  | 7  | 8  | 7  | 8  | 7  | 8  | 11 | 12 | 8  | 11 | 11 | 7  | 6  | 6  | 6  | 7  | 8  |

Legenda:

Luogo: C = Casa; T = Trasferta. Risultato: V = Vittoria; N = Pareggio; P = Sconfitta.

### Statistiche dei giocatori
| C. Akono            | 15 | 4  | 2  | 0 |
| J. Borgmann         | 17 | 1  | 3  | 0 |
| S. Braun-Schumacher | 25 | 0  | 2  | 2 |
| J. Conze            | 0  | 0  | 0  | 0 |
| L. Cueto            | 22 | 4  | 2  | 0 |
| R. Dadaşov          | 32 | 8  | 6  | 0 |
| N. Heidemann        | 28 | 1  | 5  | 0 |
| M. Heinrich         | 18 | 0  | 4  | 0 |
| P. Hoffmann         | 32 | 1  | 2  | 0 |
| O. Kittner          | 31 | 1  | 9  | 1 |
| R. Klingenburg      | 34 | 9  | 7  | 0 |
| A. Knüver           | 0  | 0  | 0  | 0 |
| M. Kobylański       | 37 | 12 | 3  | 0 |
| D. Lanius           | 3  | 0  | 0  | 0 |
| F. Menig            | 37 | 2  | 9  | 0 |
| P. Müller           | 23 | 0  | 2  | 0 |
| M. Niehues          | 32 | 0  | 4  | 0 |
| K. Pires-Rodrigues  | 35 | 0  | 11 | 0 |
| M. Prinz            | 0  | 0  | 0  | 0 |
| T. Rühle            | 29 | 1  | 4  | 0 |
| S. Scherder         | 32 | 2  | 4  | 2 |
| O. Schnitzler       | 7  | 0  | 1  | 0 |
| B. Schwarz          | 4  | 0  | 1  | 0 |
| L. Schweers         | 23 | 0  | 4  | 0 |
| U. Tezel            | 1  | 0  | 1  | 0 |
| T. Warschewski      | 8  | 1  | 0  | 0 |
| D. Wiebe            | 2  | 0  | 0  | 0 |